# الدين والصحة
بحثت عدّة دراسات في آثار الدين على الصحة. تميّز منظمة الصحة العالمية أربعة جوانب للصحة، هي الصحة الجسمية، والاجتماعية، والعقلية، والروحية. الإيمان بمعتقَد ديني قد يكون له آثار إيجابية وسلبية من ناحية الصحة والمرض.

## الدين والروحانية
عُرِّفت الروحانية تعريفات عديدة مختلفة باختلاف السياقات، ولكن التعريف العامّ لها: هي بحثُ الفرد عن معنًى وهدفٍ لحياته. وليست الروحانية هي نفسها الدين المنتظم، إذ إن الروحانية لا تتطلب بالضرورة إطارا دينيا. أي إنّ المرءَ لا يحتاج إلى اتباع قواعد مخصوصة، أو ممارسات محددة حتى يكون روحانيا، أمّا الدين المنتظم فيحوي كلّ هذا معًا. ربما وجد بعض الذين يعانون اضطرابات عقلية حادة الراحة والطمأنينة في الدين. لا يرى الناس الذين يسمّون أنفسهم روحانيّين أي تقاليد دينية محددة.

## البحث العلمي
بحثت أكثر من 3000 دراسة تجريبية العلاقة بين الدين والصحة، منها 1200 دراسة في القرن العشرين، و2000 دراسة بين عام 2000 وعام 2009. نُشرت كذلك مطبوعات كثيرة ومراجعات متنوعة عن العلاقة بين الدين (أو الروحانية) والصحة. منها مراجعتان كتبهما خبير في معاهد الصحة الوطنية الأمريكية في قسم خاص من أربع مقالات في مجلة «أميريكان سايكولوجست». راجعت فصول كثيرة في كتب أكاديمية كذلك هذه الدراسات التجريبية. وجرت مراجعة الدراسات على نطاق واسع من منظور الصحة العامة وبعض المجالات الفرعية بدءا من السياسة الصحية والإدارة، حتى الأوبئة المعدية وعلم اللقاحات. نُشر أكثر من 30 تحليل و100 مراجعة عن العلاقات بين العوامل الدينية أو الروحانية والنتائج الصحية.

## جوانب الصحة
تميّز منظمة الصحة العالمية أربعة جوانب للصحة، هي الصحة الجسمية، والاجتماعية، والعقلية، والروحية.

### الصحة الجسمية

#### الآثار الإيجابية
ذكر إليسون وليفين (1998) أن بعض الدراسات تظهر ارتباطا إيجابيا بين الدين التديّن والصحة الجسمية. فعلى سبيل المثال، معدّلات الموت أقلّ بين الذين يشاركون في المناسبات الدينية عادةً ويعدّون أنفسهم متديّنين وروحانيين. وذكر سبولد وهيل (2001)، أنّ عامّة الدراسات التي بحثت تأثير الدين على الصحة الجسمية أظهرت أن له إسهاما إيجابيا في نمط حياتهم. شملت هذه الدراسات جميع الأعمار، والجنسَين، وجميع الأديان. ينبني هذا على أنّ التجربة الدينية إيجابية في نفسها.
من المُحتَمَل أن الدين يحسّن الصحة الصحة الجسمية بطريقة غير مباشرة. فروّاد الكنيسة تقلّ بينهم معدّلات استهلاك الكحول، وتكون مزاجاتهم أحسن، وهو ما يرتبط بصحة جسمية أفضل. كينيث بارغامنت من كبار المشاركين في النظرية التي تشرح كيف أن الأفراد قد يستخدمون الدين كمصدر للتعامل مع القلق، ويظهر أن أعماله متأثرة بنظرية الإسهام الإيجابي. وتدلّ أدلّة أخرى على أن العلاقة بين الدين والصحة الجسمية قد تكون سببية.فيمكن أن الدين يقلل احتمال حدوث أمراض معينة. أظهرت دراسات أن الدين يحمي من أمراض القلب والأوعية الدموية بتقليله ضغطَ الدم، ويطوّر فعالية الجهاز المناعي. أجريت دراسات أخرى لبحث المشاعر الدينية والصحة. فعلى أن المشاعر الدينية كالتواضع والغفران والشكران تمنح فوائد صحية، فإنه من غير الواضح هل يعيش المتدينون هذه المشاعر أكثر من غيرهم.

#### زيارة الكنيسة
وُجِد أن زيارة الكنيسة تزيد العمر المتوقَّع (هيومر وآخرون، 1999)، إذ يكون العمر المتوقع لدى روّاد الكنيسة في عمر العشرين 83 عاما، وهو عند غيرهم 75. ومع هذا، فإن ذلك لا يثبت أن الدين في نفسه يزيد العمر المتوقع.

#### معدلات الموت
ضمّن كارك (1996) في دراسته أربعة آلاف إسرائيلي على مدى 16 عاما بدءًا من 1970، إذ قورنت معدلات الموت بين المجموعة التجريبية (ناس من الكيبوتزيم المتدينين) والمجموعة الناظمة (من الكيبوتزيم العلمانيين). كان من العوامل المحددة تاريخ إنشاء الكيبوتز، والمكان الجغرافي لها، وتشابه الأعمار. فوجد أن «الانتماء إلى تجمع ديني له أثر حامٍ قوي».فالمتدينون -إلى جانب نزعتهم إلى أنماط حياة أصح- عندهم نظام دعم مجتمعي لا يكون عند العلمانيين عادة. فالمجتمع المتدين يقدم العَوْن في الأحداث الصعبة في حياة الفرد كموت أحد أحبّائه أو المرض. أيضاً قد يرجع انخفاض معدلات الموت لدى المتدينين إلى إيمانهم بوجود قوة عليا تشفي وتشدّ الأزر في الأوقات الصعبة.
وفي دراسة أجراها بارغامنت وآخرون (2001)، كان وجود «الصراع الديني» عند المرضى المسنّين ممّا يشي باحتمال أكبر للموت. كان من النتائج أن المرضى الذين عاشوا من قبل حياة متدينة، كان معدل الوفاة بينهم أكبر بـ19% إلى 28%، نتيجة لاعتقادهم أن الله ربما يعاقبهم أو يتركهم.

#### العدوى
أفادت التقارير أن عددا من الممارسات الدينية يسبب العدوى. حدث هذا في طقوس الختان اليهودي الأرثوذكسي المتشدد، وطقوس في الهندوسية، وكأس المناولة في المسيحية، والحج في الإسلام، وكذلك بعد الوضوء فيه.

#### الصلاة
يدّعي بعض المتدينين أن الصلاة من أجل مريض قد يكون لها آثار إيجابية على صحته. ولكنّ دراسة المنشورات في هذا المجال أظهرت أن لا تأثير لهذه الصلوات، أو أنّ لها تأثيرا صغيرا. فعلى سبيل المثال، أظهر تحليل لـ14 دراسة أن «لا تأثير ملحوظًا»، وأظهرت مراجعة نظامية أجريت عام 2007 نتائج حاسمة عن الصلاة من أجل مريض أن 7 دراسات من 17 دراسة أظهرت «تأثيرا صغيرا، ولكن حقيقيا»، غير أن المراجعة بيّنت أن معظم الدراسات الملتزمة بالمنهج العلمي أخفقت في إيجاد نتائج حقيقية.
لم تظهر دراسات عشوائية مضبوطة أي آثار حقيقية للصلوات التوسّليّة على الصحة. قارنت هذه الدراسات بين الصلوات التوسلية الجماعية والخاصة والمنتظمة وغيره للذين يعتقدون أنهم يتوسلون إلى الله من جهة وبين أي تدخل آخر من جهة أخرى. استنتجت مراجعة جمعيّة لكوكرين أنّ 1) النتائج كانت مبهمة، و2) الأدلة ليست مع الصلوات التوسلية ولا ضدها، و3) أيّ موارد متاحة لدراسات أخرى في المستقبل يجب أن تُستهلك لبحث أسئلة أخرى. في دراسة حالات تتبعت 5286 كاليفورنيا خلال مدة 28 سنة، مع ضبط متغيرات العمر والعرق والجنس ومستوى التعليم، وُجدَ أن المشاركين الذين يذهبون إلى الكنيسة مرة في الأسبوع أو أكثر، كان احتمال موتهم أقل 36% من غيرهم في الفترة المدروسة. مع هذا، فربما كان السبب أن المتدينين يعيشون نمط حياة أفضل، إذ تدخينهم أقل، وشربهم أقل، ونظامهم الغذائي أفضل.

### الصحة العقلية
تدلّ الأدلّة على أن التديّن قد يكون طريقا إلى الصحة العقلية، أو إلى الاضطراب العقلي. فعلى سبيل المثال، ارتبط التديّن إيجابيا بالاضطرابات العقلية التي تحتوي تطرّفا في ضبط النفس، وسلبيًّا بالاضطرابات العقلية التي تحتوي فقدانا لضبط النفس.وجدت دراسات أخرى علامات على الصحة العقلية بين المتدينين والعلمانيين جميعا. فقد وجد فيلشنسكي وكرافتز مثلا ارتباطا سلبيا بالاضطرابات النفسية بين المجموعات المتدينة والعلمانية جميعا من الطلاب اليهود. وبالإضافة إلى هذا، فإن التدين الذاتي ارتبط عكسيا مع الاكتئاب عند المسنّين، أما التدين الخارجي فليس له ارتباط بالاكتئاب، أو أن له ارتباطا صغيرا إيجابيا. ووُجد أن التدين يخفف الآثار السلبية لعدم العدل، وعدم المساواة في الدخل.
ربما يكون الرابط بين الصحة العقلية والدين نتيجة للإطار التوجيهي أو الدعم المجتمعي الذي يقدمه للأفراد. وبهذه الطرق، فإن الدين يمكن أن يوفر الأمان، والمعنى في الحياة، والعلاقات الإنسانية القيّمة، لتعزيز الصحة العقلية. اقترح بعض المنظّرين أن فوائد الدين والتديّن راجعة إلى الدعم المجتمعي الذي يسببه الانتماء إلى مجموعة دينية.
وقد يقدم الدين أيضا أساليب للتعامل مع الموتّرات، والمتطلبات المعتبرة منها.أساليب التعامل الدينية الثلاثة عند بارغامنت هي: 1) توجيه الذات، الموصوف بالاعتماد على النفس، والإقرار بالله، 2) الإحالة، إذ يُحيل المتدين المسؤولية إلى الله، 3) الجَمْعية، وتعني علاقة الأبوّة الفاعلة بين الفرد والله، وهي كثيرا ما ترتبط بالإصلاحات والتعديلات الإيجابية.هذا النموذج من التعامل الديني قد يُنقَد من جهة بساطته الشديدة، وإخفاقه في اعتبار عوامل أخرى، كشدة التدين، والدين، ونوع الموتِّر.تضمّن عمل آخر لبارغامنت مخططا تفصيليا لأنماط التعامل الديني (مع المرض) مبنيًّا على استبيان «بريف آر كوب» الذي ارتبط بطيف من النتائج النفسية الإيجابية والسلبية.

#### الاكتئاب
أظهرت الدراسات ارتباطا عكسيا بين الصحة الروحية وأعراض الاكتئاب. إذ أظهرت دراسة أن الذين كان لهم قيمة روحية أعلى على مقياس الصحة الروحية، يظهرون أعراض اكتئاب أقل. كان لمرضى السرطان والإيدز الروحانيين أعراض اكتئاب أقل من التي عند المتدينين. ترجع الآثار الإيجابية للتدين ربما إلى أن التدين يخاطب قدرة الإنسان الذاتية على إيجاد معنى لحياته، وعلى إيجاد القوة والسلام الداخلي، وكلّ هذا مهم لا سيّما للمرضى شديدي المرض.
أظهرت إكسلاين وآخرون عام 1999 أن الصعوبة في مسامحة الله، والاغتراب عن الله مرتبطان بمستويات أعلى من الاكتئاب والتوتر. أما بين المؤمنين بالله، فإن مسامحة الله على حادث معين سيئ، يعني مستويات أقل من المزاج المتوتر والمكتئب.

#### الفصام والذهان
أظهرت الدراسات آثار الروحانية على حيوات مرضى الفصام والاكتئاب الشديد، والاضطرابات الذهانية الأخرى. كان مرضى الفصام أقل حاجة إلى إعادة الإدخال إلى المشفى عندما كانت أُسَرُهم تشجّع الشعائر الدينية، وكان المرضى الذين خضعوا لتدخلات دينية أسرعَ تحسنا من الذين خضعوا لتدخلات علمانية. بل أظهرت بضع دراسات أن المتدينين يصيبهم نموذج أخفّ من الذهان.

#### الرضا بالحياة
يدلنا البحث على أن التديّن ينظم العلاقة بين البحث عن معنى للحياة من جهة، والرضا بالحياة من جهة أخرى. فكان من شأن قليلي التديّن والعاديين فيه أن التفكير في معنى الحياة عندهم مرتبط ارتباطا سلبيا بالرضا بالحياة. أمّا عند من أحرزوا قدرا عاليا من التدين، فالارتباط إيجابي. وُجد أن التدين يقوّم العلاقة بين سلبيات الحياة والرضا في الحياة، أي إن الرضا بالحياة عند المتدينين لا يتأثر بالمشاعر السلبية كما يتأثر عند الأقل تدينا.